# Ibiraçu Esporte Clube
El Ibiraçu Esporte Clube fue un equipo de fútbol de Brasil que jugó en la Copa de Brasil, el torneo de copa de fútbol más importante del país.

## Historia
Fue fundado el 9 de octubre de 1959 en el municipio de Ibiraçu del estado de Espírito Santo por aficionados del América y el Vitória con el nombre Congregaçao Mariana.
Los mejores años del club fueron los años 1980, donde participó por primera vez en el Campeonato Capixaba en 1983 teniendo campañas discretas hasta que en 1987 clasifica a la cuadrangular final del torneo estatal en la que terminó en cuarto lugar con tres empates y tres derrotas. Su mejor año fue en 1988 donde logró el título estatal por primera vez con una plantilla compuesta por jugadores desechados de otros equipos del estado, venciendo en la cuadrangular final al Desportiva Ferroviária, Rio Branco AC y Estrela do Norte Futebol Clube.
En 1989 se convirtió en el primer representante del estado de Espírito Santo en participar en la Copa de Brasil, donde es eliminado en la primera ronda por el Gremio de Porto Alegre del estado de Río Grande del Sur con un marcador global de 0-7.
El club desaparece en 1993 tras terminar la temporada del Campeonato Capixaba de 1992.

## Palmarés
- Campeonato Capixaba: 1

1988

## Presidentes
- Marcus Vinicius (años 1980)